# Gwara piwniczańska
Gwara piwniczańska, gwara Górali Nadpopradzkich, gwara Czarnych Górali – gwara pasa Pogórza dialektu małopolskiego języka polskiego. Posługują się nią rdzenni mieszkańcy okolic Piwnicznej-Zdroju – górale nadpopradzcy (Czarni Górale).

## Klasyfikacja
Zaliczana jest do gwar pasa Pogórza (inne nazwy: pas karpacko-podgórski, pas góralsko-lachowski, dialektu małopolskiego języka polskiego.

## Zasięg
Zasięg tej gwary według prof. dr. hab. Józefa Kąsia pokrywa się z etnograficznym zasięgiem Górali Nadpopradzkich. Prof. dr hab. Eugeniusz Pawłowski, wyznaczając południową granicę gwary podegrodzkiej, w regionie Piwnicznej-Zdroju tutejszej gwarze pozostawił jedynie miasto Piwniczną-Zdrój oraz wieś Łomnicę-Zdrój.

## Fonetyka
W gwarze piwniczańskiej występują takie zjawiska fonetyczne jak:
- mazurzenie;
- udźwięcznienie międzywyrazowe;
- występowanie samogłosek pochylonych:
  - a pochylone, realizowane jako o;
  - o pochylone, realizowane jako ů – dźwięk pośredni pomiędzy o i u;
  - e pochylone, realizowane jako y, występuje zarówno po samogłoskach twardych, jak i miękkich;
- rezonans nosowy:
  - w pozycji śródgłosowej:
    - przed spółgłoską zwartą. W tej pozycji występują grupy y+N i o+N.;
    - przed spółgłoską szczelinową. W tej pozycji występuje rezonans nosowy synchroniczny.;

  - w pozycji wygłosowej:
    - odpowiednik ogólnopolskiego ę:
      - -e w 1. os. l. poj. czasu teraźniejszego;
      - -e w bierniku l. poj. rzeczowników rodzaju żeńskiego;

    - odpowiednik ogólnopolskiego ą:
      - -õ || -o w 3. os. lm czasu teraźniejszego;
      - -o w bierniku l. poj. przymiotników, liczebników, zaimków rodzaju żeńskiego;
      - -o w narzędniku l. poj. rzeczowników, przymiotników, liczebników i zaimków rodzaju żeńskiego;
- występowanie spółgłosek protetycznych:
  - labializacja;
  - przydech (rzadki);
  - prejotacja;
- przejście wygłosowego -χ w -f || -k. Zachodzi to w:
  - w wygłosie rdzeni;
  - końcówkach fleksyjnych:
    - w końcówce -ach w Miejscowniku l. mn. rzeczowników;
    - w końcówce -ych (|| -ich) w Dopełniaczu i Miejscowniku l. mn. przymiotników, zaimków itd.;
    - w końcówce 1. os. l. poj. czasu przeszłego;

  - w partykule ńek (niech);
- przejście -χ w -k w określonych grupach spółgłoskowych, np. krzest, krzon;